# Distoplectron campbelli
Distoplectron campbelli là một loài côn trùng trong họ Myrmeleontidae thuộc bộ Neuroptera. Loài này được Handschin miêu tả năm 1935.